# Euphyia stellata
Euphyia stellata är en fjärilsart som beskrevs av W. Warren 1893. Euphyia stellata ingår i släktet Euphyia och familjen mätare. Inga underarter finns listade i Catalogue of Life.